# Metropolitan Life Tower
Der Metropolitan Life Insurance Company Tower oder Metropolitan Life Tower (kurz MetLife Tower) ist ein denkmalgeschützter Wolkenkratzer in Manhattan in New York City. Das Gebäude war bis 2005 Sitz der Versicherungsgesellschaft Metropolitan Life Insurance Company und von 1909 bis 1913 das höchste Gebäude der Welt. Der 213 m hohe Glockenturm beherbergt seit 2015 das luxuriöse New York Edition Hotel und im Ostflügel sind Büros und Freizeiteinrichtungen untergebracht.

## Lage
Das Büro- und Hotelgebäude befindet sich in Midtown Manhattan im Flatiron District an der Ostseite vom Madison Square. Es nimmt einen ganzen Block ein, der von der East 24th Street im Norden, der Park Avenue South im Osten, der East 23rd Street im Süden und der Madison Avenue im Westen begrenzt ist. Westlich jenseits der Madison Avenue liegt der Madison Square Park, dahinter kreuzen sich der Broadway und die Fifth Avenue. Nachbargebäude sind nördlich das Metropolitan Life North Building und südlich der Luxus-Wohnturm One Madison. Unweit steht am Broadway das bekannte Flatiron Building.

## Beschreibung

Das Bauwerk kurz nach seiner Erbauung um 1910

Der Metropolitan Life Tower wurde zwischen 1907 und 1909 nach Plänen der Architekten Pierre und Napoleon LeBrun (Napoleon LeBrun & Sons) als Hauptsitz der Versicherungsgesellschaft Metropolitan Life Insurance Company errichtet. Die Architektur des Towers wurde vom Campanile am Markusplatz in Venedig inspiriert. Mit seiner Höhe von 213,4 Metern (700 Fuß) und 50 Stockwerken löste er das Singer Building als höchstes Gebäude der Welt ab, bis es 1913 vom 241 Meter hohen Woolworth Building übertroffen wurde. Mit Stand 2025 ist er das 86-höchste Gebäude in New York. Der dazugehörige Ostflügel wurde bereits zwischen 1893 und 1905 ebenfalls von Napoleon LeBrun & Sons errichtet.
Das Bauwerk besteht aus zwei Teilen, dem denkmalgeschützten Glockenturm an der Nordwestecke des Blocks an der Madison Avenue und 24th Street sowie dem seit 2023 27-stöckigen Ostflügel, der den großen Rest des Blocks einnimmt. Gemeinsam mit dem Metropolitan Life North Building jenseits der 24th Street bildet es den Metropolitan Home Office Complex, der bis 2005 als Hauptsitz der Metropolitan Life Insurance Company (MetLife) diente. Der Ostflügel wurde von einem von den Architekten Lloyd Morgan & Eugene V. Meroni (Morgan & Meroni) entworfenen und zwischen 1953 und 1960 in zwei Etappen errichteten Neubau ersetzt. Der Turm erfuhr von 1960 bis 1964 eine von Morgan & Meroni durchgeführte umfassende Renovierung, bei der an der Fassade die Marmorplatten durch Kalkstein ersetzt wurde. Dabei behielt man die Hauptmerkmale des Turms bei – die vier Uhren mit monumentalen Zifferblätter, zurückgesetzte Arkade, Pyramidenspitze, Kuppel, Glockenspiel und Laterne sowie seine ursprüngliche Entasis, entfernte aber ein Großteil der ursprünglichen Renaissance-Verzierung. 1999 wurde bei einer weiteren Renovierung die Kuppel neu vergoldet. Im Jahr 2002 installierte man im Turm ein neues computergesteuertes mehrfarbiges Nachtbeleuchtungssystem, bei dem die Farben bei Feiertagen oder wichtigen Ereignissen angepasst werden können.
Der MetLife Tower wurde im März 2005 an SL Green Realty Corporation und im Mai 2007 mit den angrenzenden Flugrechte an Africa Israel Investments verkauft. Im Oktober 2011 erwarb Marriott Hotels den Tower und eröffnete 2015 das luxuriöse „New York Edition Hotel“. Von 2020 bis 2023 erhielt der bis dahin 14-stöckige Ostflügel einen von Kohn Pedersen Fox entworfenen modernen verglasten 13-stöckigen Aufbau. Der Ostflügel beherbergt Büros, Restaurants und Freizeiteinrichtungen. Der Tower bekam 2023 eine weitere Renovierung.
Der Glockenturm erhielt im Juni 1978 den Status eines National Historic Landmarks und wurde als Baudenkmal in das National Register of Historic Places eingetragen. Die New Yorker Landmarks Preservation Commission erklärte am 13. Juni 1989 den Metropolitan Life Tower zum Wahrzeichen der Stadt. Seit Januar 1996 ist der MetLife Tower ein Contributing Property des Historic Districts Metropolitan Life Home Office Complex.

## Galerie

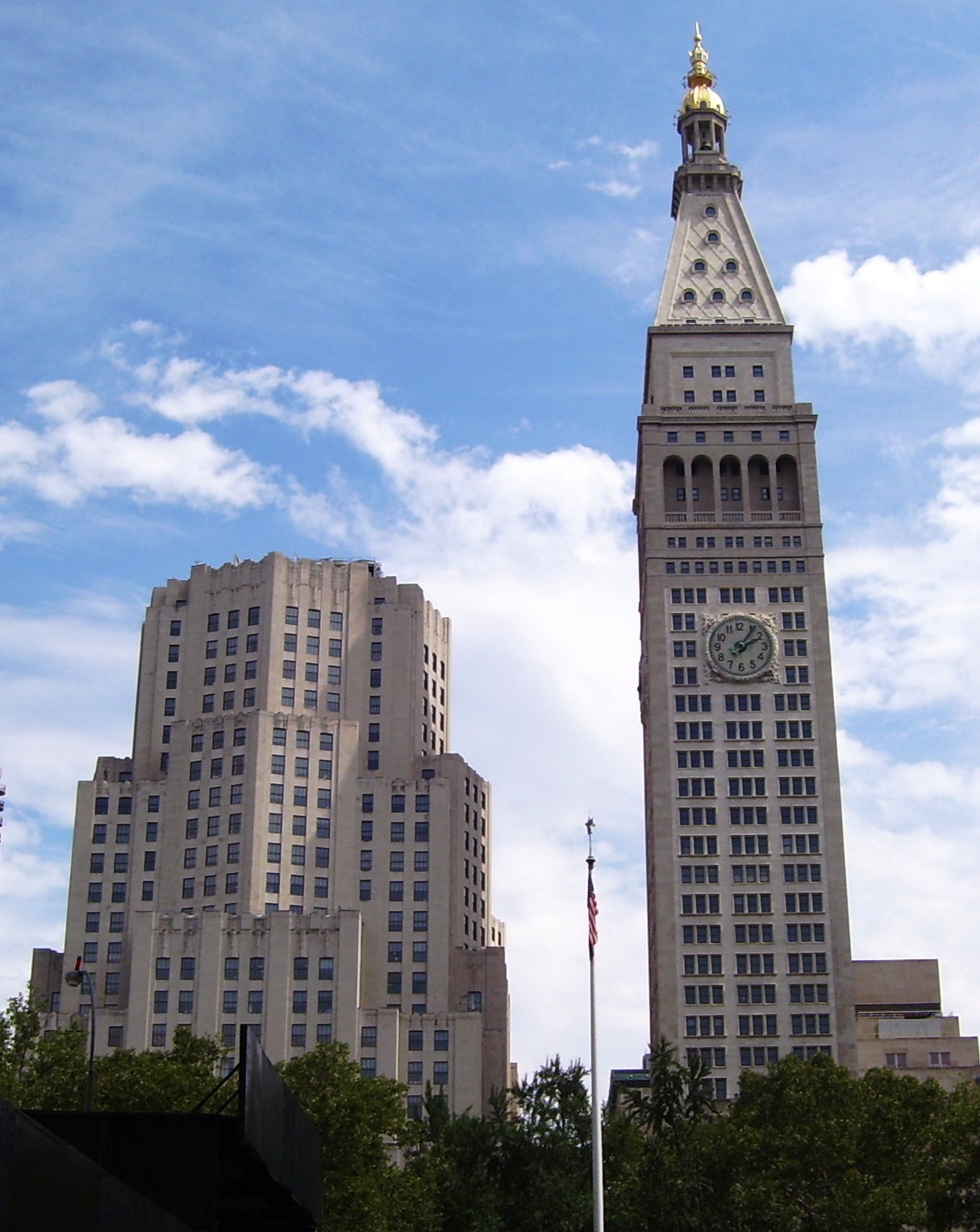
Blick von Westen; links das Metropolitan Life North Building
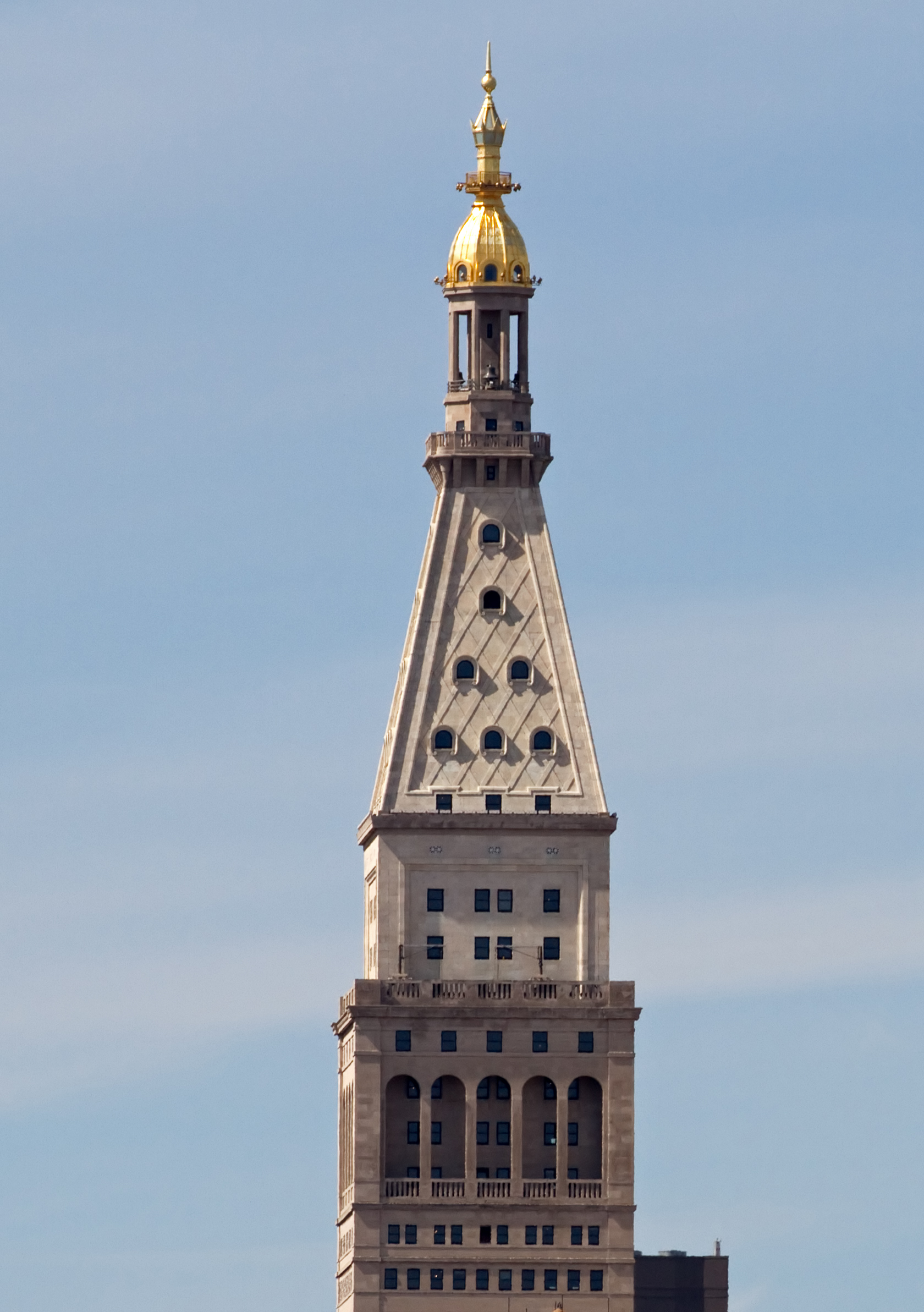
Turmspitze von Osten gesehen
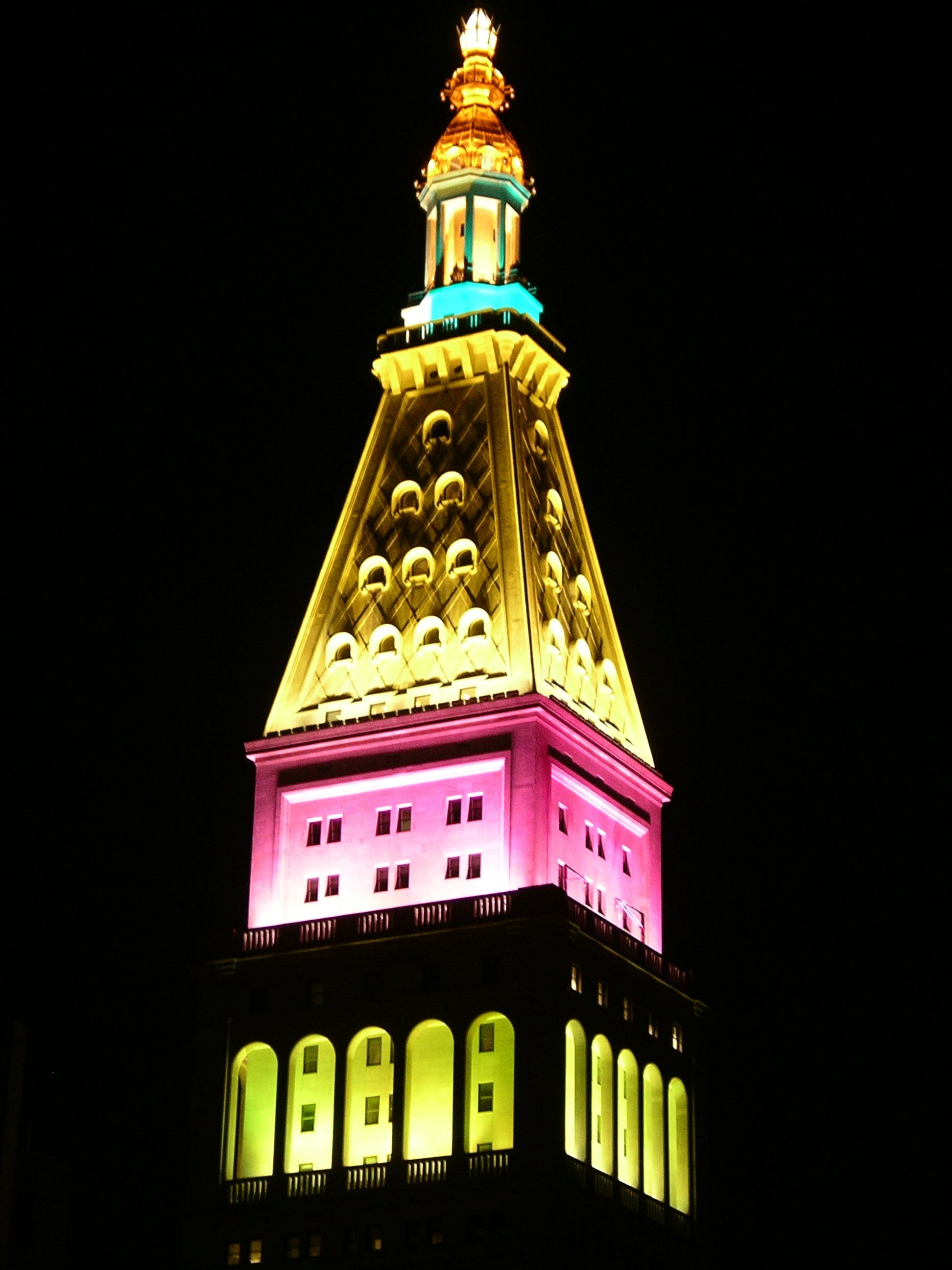
Turmspitze mit farbiger Beleuchtung
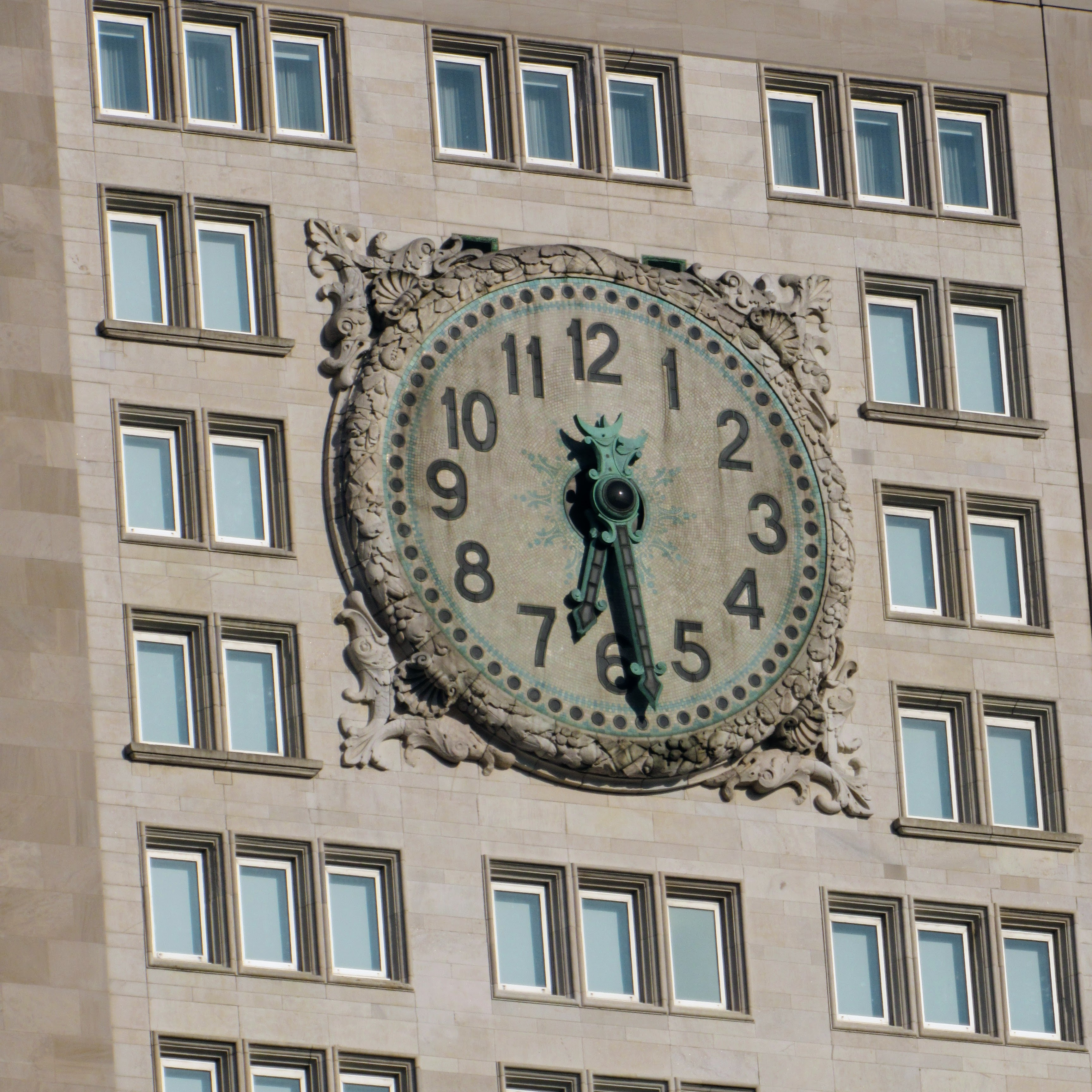
Eine der vier Uhren mit acht Meter Durchmesser
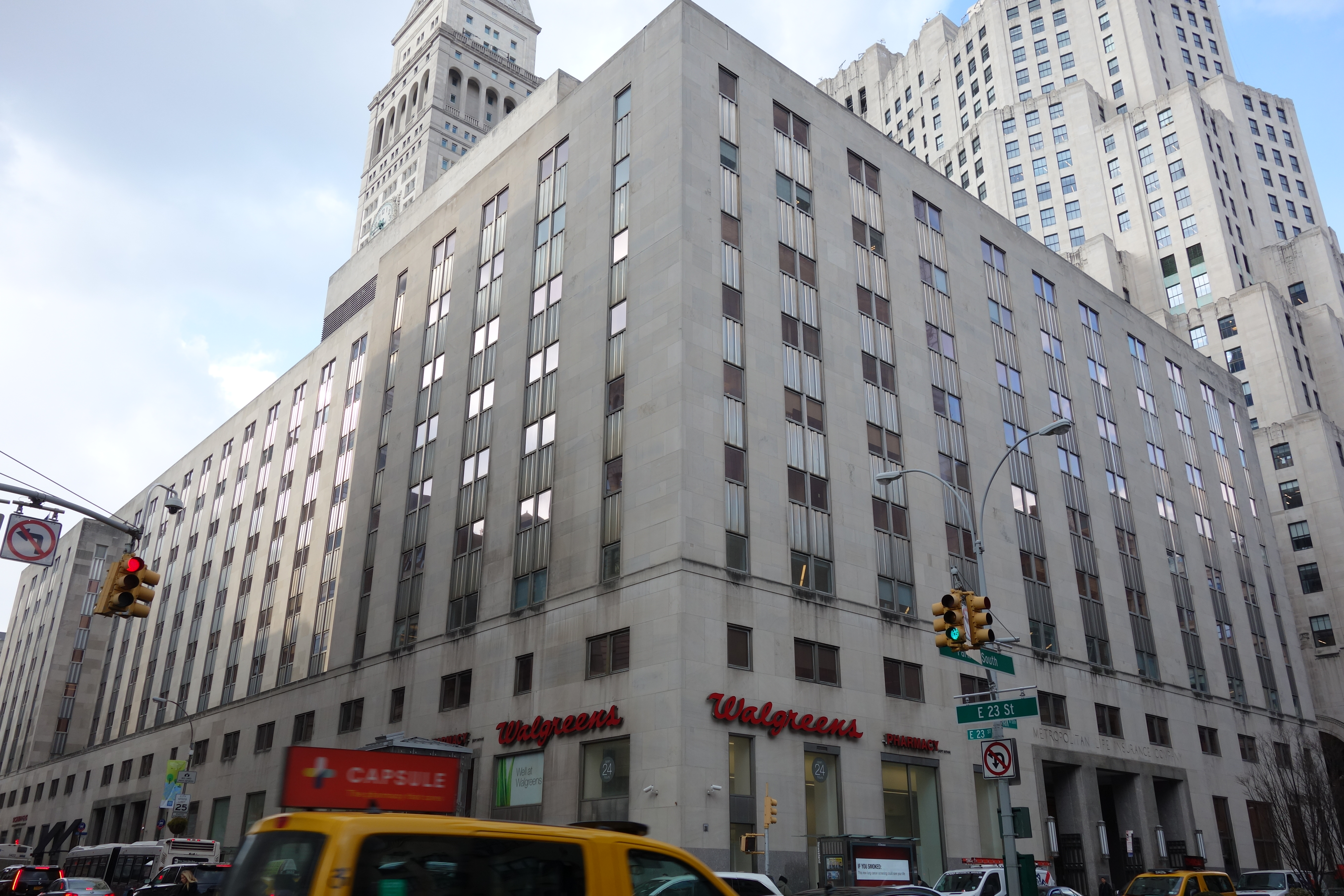
Der 1953 bis 1960 erbaute Ostflügel bzw. One Madison Avenue im März 2018
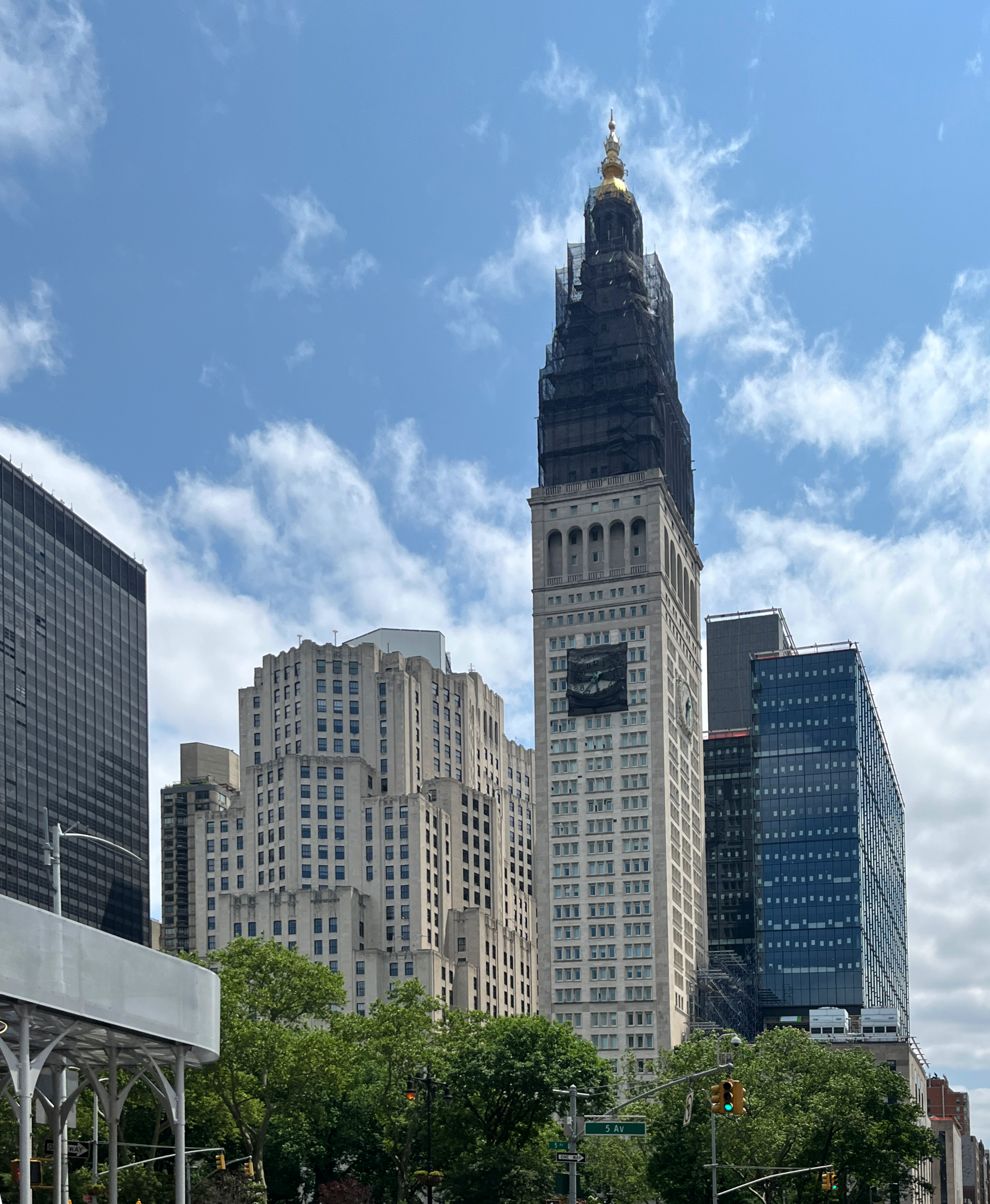
Turm und der Neubau auf dem Ostflügel während der Renovierung im Mai 2023